# Оксид празеодима(IV)
Оксид празеодима(IV) — бинарное неорганическое соединение металла празеодима и кислорода с формулой PrO2, чёрно-коричневые кристаллы, нерастворимые в воде.

## Получение
- Растворение в разбавленных кислотах оксида Pr6O11:

{\displaystyle {\mathsf {Pr_{6}O_{11}+6HCl\ {\xrightarrow {}}\ 2PrCl_{3}+4PrO_{2}\downarrow +3H_{2}O}}}
- Окисление кислородом под давлением оксида Pr6O11:

{\displaystyle {\mathsf {2Pr_{6}O_{11}+O_{2}\ {\xrightarrow {300-400^{o}C,p,Y_{2}O_{3}}}\ 12PrO_{2}}}}
- Окисление хлоратами оксида Pr6O11:

{\displaystyle {\mathsf {3Pr_{6}O_{11}+NaClO_{3}\ {\xrightarrow {250^{o}C}}\ 18PrO_{2}+NaCl}}}

## Физические свойства
Оксид празеодима(IV) образует чёрно-коричневые кристаллы кубической сингонии, пространственная группа F m3m, параметры ячейки a = 0,540 нм, Z = 4.

## Химические свойства
- Разлагается при нагревании:

{\displaystyle {\mathsf {12PrO_{2}\ {\xrightarrow {400^{o}C}}\ 2Pr_{6}O_{11}+O_{2}\uparrow }}}
- Реагирует с концентрированными кислотами с выделением кислорода:

{\displaystyle {\mathsf {4PrO_{2}+6H_{2}SO_{4}\ {\xrightarrow {}}\ 2Pr_{2}(SO_{4})_{3}\downarrow +6H_{2}O+O_{2}\uparrow }}}
- Реагирует с щелочами:

{\displaystyle {\mathsf {PrO_{2}+2NaOH\ {\xrightarrow {}}\ Na_{2}PrO_{3}+H_{2}O}}}